# Sazón
Sazón é a marca registrada de um tempero (caldo em pó) da empresa Ajinomoto. Possui as variações sabor e aroma de galinha, carne bovina, legumes e costela.

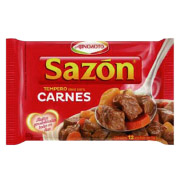
Tempero sazón carne bovina